# Devos Kitoko
Pour les articles homonymes, voir Kitoko.
 (mai 2021).
La mise en forme du texte ne suit pas les recommandations de Wikipédia : il faut le « wikifier ».
Les points d'amélioration suivants sont les cas les plus fréquents :
- Les titres sont pré-formatés par le logiciel. Ils ne sont ni en capitales, ni en gras.
- Le texte ne doit pas être écrit en capitales (les noms de famille non plus), ni en gras, ni en italique, ni en « petit »…
- Le gras n'est utilisé que pour surligner le titre de l'article dans l'introduction, une seule fois.
- L'italique est rarement utilisé : mots en langue étrangère, titres d'œuvres, noms de bateaux, etc.
- Les citations ne sont pas en italique mais en corps de texte normal. Elles sont entourées par des guillemets français : « et ».
- Les listes à puces sont à éviter, des paragraphes rédigés étant largement préférés. Les tableaux sont à réserver à la présentation de données structurées (résultats, etc.).
- Les appels de note de bas de page (petits chiffres en exposant, introduits par l'outil «  Source ») sont à placer entre la fin de phrase et le point final[comme ça].
- Les liens internes (vers d'autres articles de Wikipédia) sont à choisir avec parcimonie. Créez des liens vers des articles approfondissant le sujet. Les termes génériques sans rapport avec le sujet sont à éviter, ainsi que les répétitions de liens vers un même terme.
- Les liens externes sont à placer uniquement dans une section « Liens externes », à la fin de l'article. Ces liens sont à choisir avec parcimonie suivant les règles définies. Si un lien sert de source à l'article, son insertion dans le texte est à faire par les notes de bas de page.
- La présentation des références doit suivre les conventions bibliographiques. Il est recommandé d'utiliser les modèles {{Ouvrage}}, {{Chapitre}}, {{Article}}, {{Lien web}} et/ou {{Bibliographie}}. Le mode d'édition visuel peut mettre en forme automatiquement les références.
- Insérer une infobox (cadre d'informations à droite) n'est pas obligatoire pour parachever la mise en page.

Pour une aide détaillée, merci de consulter Aide:Wikification.
Si vous pensez que ces points ont été résolus, vous pouvez retirer ce bandeau et améliorer la mise en forme d'un autre article.
 (mai 2021).
Devos Kitoko Mulenda est Docteur en Sciences Politiques et Administratives, Professeur Associé à l'Université Pédagogique Nationale de Kinshasa. 

## Histoire
Agrégé de l'enseignement, plusieurs fois chargé de l'enseignement et de la recherche, chef de département ad intérim en sciences politiques et en relations internationales de l'Université pédagogique Nationale, Devos Kitoko est doyen honoraire de la faculté des sciences économiques et de gestion de l'Université Simon Kimbangu, campus de Kinshasa. Il enseigne le management, l'administration publique et l'introduction à la science politique dans les universités de la RD Congo. Chercheur et écrivain, Devos kitoko est auteur de L’analyse stratégique en pratique publiée aux éditions L'Harmattan et Initiation à la Science politique, aux éditions Tropiques Littératures de Paris en France. 
Consultant-expert et Corédacteur du programme national de renforcement des capacités de l'Administration publique (PRONAREC) et de l'étude préparatoire au projet de Revitalisation des ressources humaines de l'administration publique conjointement financés par la Banque mondiale et la Banque africaine de développement au Secrétariat Nationale pour le renforcement de l'Administration publique(SEPARER) du ministère du plan en République démocratique du Congo. 
Sur le plan politique, Devos kitoko Mulenda est membre cofondateur et secrétaire général de l'ECiDé, «Engagement pour la Citoyenneté et le Développement», parti politique de l'opposition créé en 2009. Dirigé par Martin Fayulu,dont Devos kitoko fut directeur de campagne électorale à la présidentielle du 20 décembre 2023 .
Étant l'un du pré Carré et du cercle restreint de Martin Fayulu, Devos kitoko s'occupe de l'implantation du parti sur le plan national et jouit d'une légitimité certaine certaine à la base.

## Biographie

### Jeunesse
Devos Kitoko est originaire de la province de Lomami. 

### Études
Il est Docteur en Sciences Politiques et Administratives, Option :  Administration Publique de 2014 à 2015.

### Carrière
Il est professeur associé et doyen de la Faculté des Sciences économiques de l'Université Simon Kimbangu.
Il est enseignant des sciences administratives et de management des organisations.
Il est chef de travaux et expert consultant à l'université pédagogique nationale de Kinshasa.